# No Doubt
No Doubt je rocková kapela z Anaheimu v Kalifornii ve Spojených státech, založená v roce 1986. Ska-rockový zvuk jejich prvního alba byl neúspěšný, protože v té době bylo populární hnutí grunge. Diamantové album kapely nazvané Tragic Kingdom pomohlo v 90. letech oživit styl ska. "Don't Speak“, třetí singl z tohoto alba stanovil rekord, když strávil 16 týdnů na prvním místě hitparády Billboard Hot 100 Airplay. Později byl poražen písní „Iris“ od Goo Goo Dolls.

## Kariéra
O čtyři roky později vydala skupina své další album, Return of Saturn, ale navzdory pozitivním očekáváním bylo album považováno za komerční propadák. O patnáct měsíců později se skupina objevila s Rock Steady, které bylo spojením regge a taneční hudby. Album bylo původně nahráváno na Jamajce a doznalo spolupráce s jamajskými umělci Bountym Killerem, Sly and Robbie a Lady Saw. Album zahrnovalo dva singly, které vyhrály Grammy – „Hey Baby“ a „Underneath It All“.
V roce 2003 vydali No Doubt kompilaci The Singles 1992-2003 a box set Boom Box, oba obsahovaly coververzi songu „It's My Life“ ze synthpopového skupiny Talk Talk. O rok později se vydala frontmanka Gwen Stefani na sólovou dráhu a pracovala přitom s několika lidmi, včetně přátel z kapely Tonyho Kanala a Neptuneho Pharrella, zatímco kytarista Tom Dumont zahájil svůj vedlejší projekt Invicible Overlord. Během své kariéry vyhrála kapela dvě ceny Grammy a prodala dodnes po celém světě 27 milionů desek.
V roce 2022 se do médií dostaly informace o možném obnovení skupiny.

### Reference

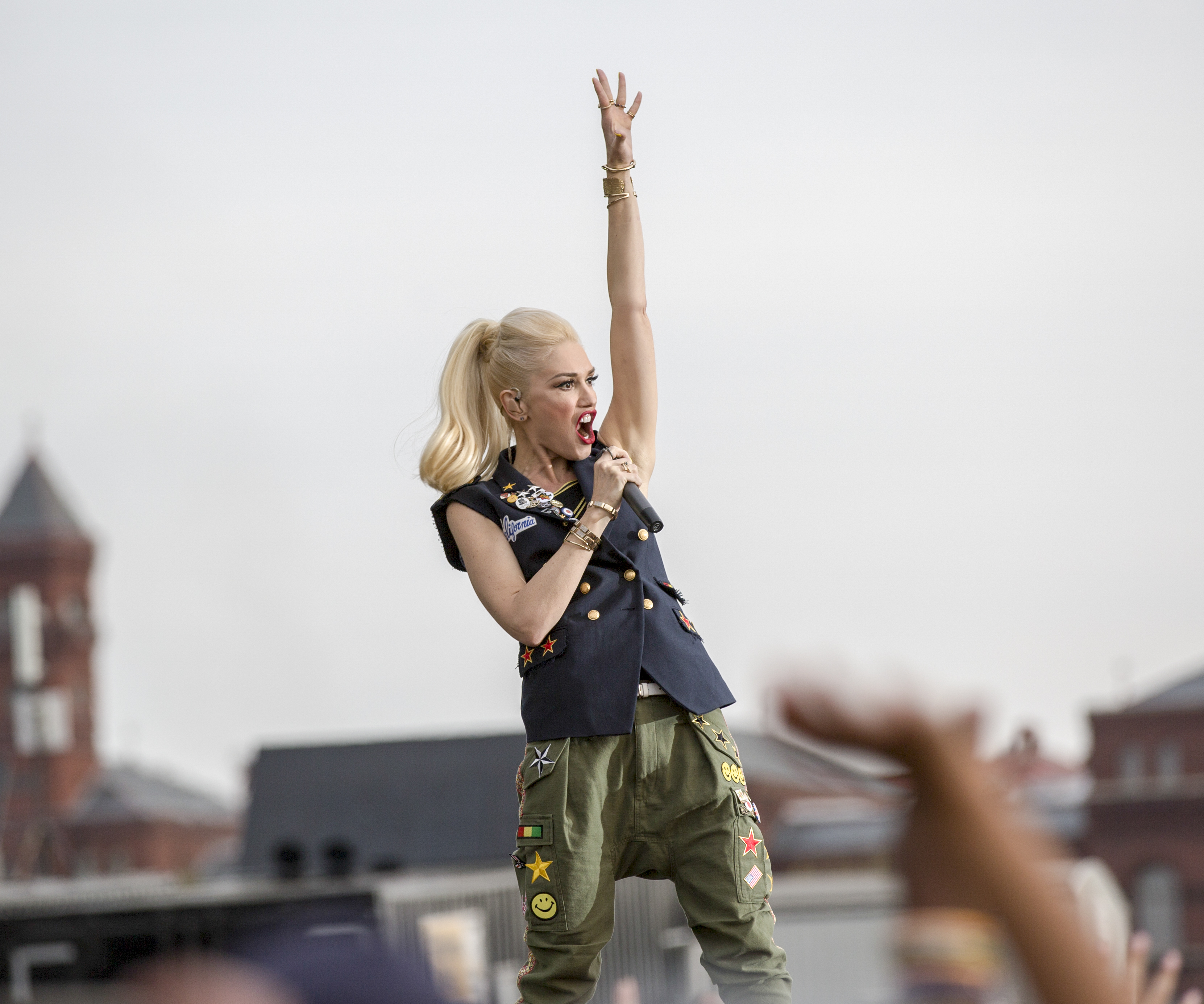
Frontmanka Gwen Stefani na koncertu v roce 2012